# さとう輝
さとう 輝（さとう てるし、1963年〈昭和38年〉10月28日 - ）は、日本の漫画家。北海道松前郡松前町出身、千葉県船橋市在住（2020年時点）。

## 来歴
畜産業を営む家庭で歳の離れた3人の兄がいる4人兄弟の末っ子として生まれ育つ。池沢さとしの「サーキットの狼」や、ちばあきおの「キャプテン」に影響を受ける。北海道松前高等学校卒業後に上京し、中島徳博のアシスタントを務めたのち、1983年、20歳に『月刊少年ジャンプ』でデビューする。
『週刊少年マガジン』などを経て、1998年より『週刊漫画ゴラク』で料理漫画「銀シャリ!! ―銀座・柳寿司三代目奮闘記」を連載。その続編、「江戸前の旬」がヒットし、現在も連載中。『別冊漫画ゴラク』『食漫』『漫画ゴラクスペシャル』等で同作のスピンオフ「寿司魂」「北の寿司姫」等を連載。
また、趣味の釣りを生かした釣り漫画も執筆しているほか、出身地にある道の駅北前船 松前のイメージキャラクターのデザイン"大漁くん"も担当している。

## 作品リスト
- がんばれチビ六!（全1巻） - 佐藤てるし名義
- アルバトロス（全2巻） - 佐藤輝名義
- 男なら（原作・吉川良、全1巻） - 佐藤輝名義
- 太っちょ釣り師大磯太郎（『釣り釣りコミック』、全3巻）
- 荒釣り一本潮見海童（全1巻）
- 江戸前の旬（原作・九十九森、1999年、『週刊漫画ゴラク』、日本文芸社、既刊129巻） - 連載中
  - 銀シャリ!! ―銀座・柳寿司三代目奮闘記（原作・九十九森、全1巻）
  - 北の寿司姫（原作・九十九森、全3巻）
  - 江戸前の旬〜旬と大吾〜（原作・九十九森、2015年、全3巻）
  - 虹のひとさら（原作・九十九森、2016年、全2巻）
  - ウオバカ!!!（原作・九十九森、2019年、全2巻）
- 江戸前の旬特別編・寿司魂（原作・九十九森、2007年、全14巻）
- 熱いぜ大海!!（2008年、全1巻）
- 釣り人生活 (2017年、全2巻)